# Fjodor Jevstafjevič Kniper
Fjodor Jevstafjevič Kniper (rusko Фёдор Евстафьевич Книпер), ruski general, * 1768, † 1850.
Bil je eden izmed pomembnejših generalov, ki so se borili med Napoleonovo invazijo na Rusijo; posledično je bil njegov portret dodan v Vojaško galerijo Zimskega dvorca.

## Življenje
14. julija 1782 je vstopil v Bombardirski polk, nato pa je bil čez dve leti kot desetnik premeščen v konjeniški polk. 10. februarja 1788 je bil premeščen v 2. admiralski bataljon; slednji je bil pozneje preimenovan v 2. pomorski bataljon. 
Udeležil se je rusko-švedske vojne 1788-90. 1. januarja 1791 je bil premeščen v 1. pomorski polk in 2. maja 1793 v 2. bataljon Estonskega lovskega korpusa ter 31. marca 1794 v 2. bataljon Tavričeskega lovskega korpusa. 
Ko je bil korpus leta 1797 razpuščen, je bil prestavljen v 15. lovski bataljon, ki je bil pozneje preoblikovan v 14. lovski polk. V letih 1800-02 se je boril na Kubanu. 20. junija 1804 je postal poveljnik 14. lovskega polka. 10. julija 1805 je bil povišan v polkovnika.
V letih 1806-07 se je udeležil ekspedicije v Italijo, med katero je bil ranjen. Sodeloval je tudi v rusko-turški vojni (1806-12); 29. januarja 1810 je postal šed 2. lovskega polka. 
Ob pričetku patriotske vojne je postal poveljnik 3. brigade 21. pehotne divizije; za zasluge je bil 15. septembra 1813 povišan v generalmajorja. 
30. aprila 1821 je postal poveljnik Vitebska, kar je ostal vse do upokojitve 14. januarja 1834.